# 喀麥隆異吻象鼻魚
喀麥隆異吻象鼻魚，為輻鰭魚綱骨舌魚目象鼻魚科的其中一種。被IUCN列為次級保育類動物，分布於非洲喀麥隆沙那加河流域，棲息於沙泥底質的急流，具有發電器官，用來偵測獵物，背鰭軟條24至28；臀鰭軟條29至33枚；脊椎骨43至45枚，體長可達16.8公分。